# 米子藩

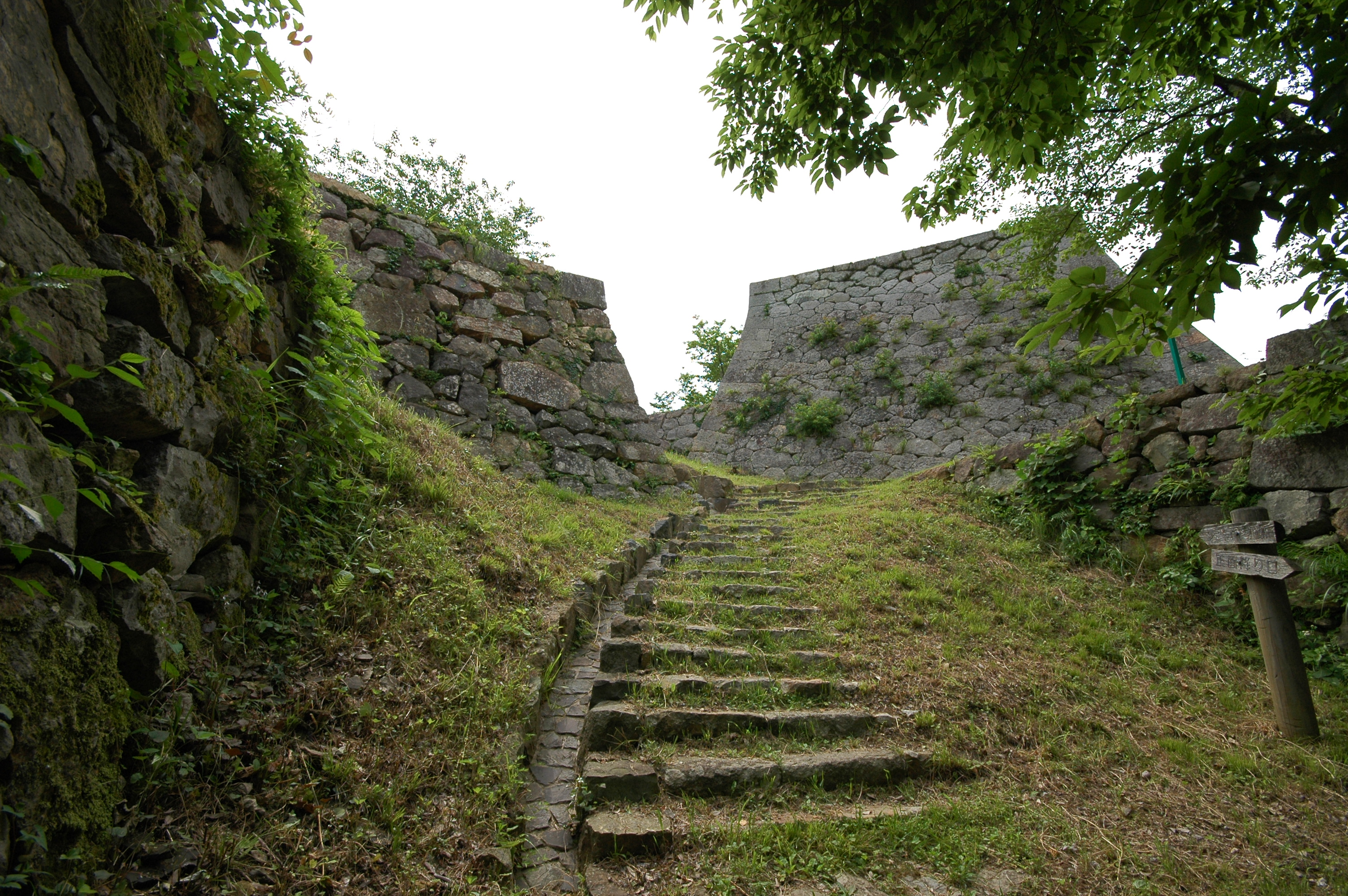
米子城址

米子藩（よなごはん）は、伯耆国会見郡に存在した藩。藩庁は米子城（現在の鳥取県米子市久米町）。江戸時代初期の短期間のみ存続した。

## 沿革

### 立藩
戦国時代、米子は尼子氏、毛利氏が奪い合いを繰り返す戦略上の重要拠点であった。豊臣氏時代、伯耆国は東西に二分され、西部は毛利氏の所領となり、毛利一族の吉川広家が月山富田城を拠点に支配していた。天正19年（1591年）、吉川広家は新たな拠点として米子の湊山に米子城の築城を開始した。
慶長5年（1600年）の関ヶ原の戦いで毛利氏は西軍につき、戦後に大幅減封処分を受けた。広家も周防岩国藩に移ることとなった。
伯耆国17万5000石の領主として、新たに中村一忠が入国した。一忠は豊臣氏三中老の一人であった駿府城主中村一氏の子である。一氏は関ヶ原本戦直前の7月17日に病により急死しているが、死の前に駿府城下で徳川家康と会談しており、東軍に加わることを明らかにしていた。一氏の功績により、一氏の嫡子である一忠に3万石が加増されて移封が実現し、米子藩を立藩したのである。

### 横田騒動
中村一忠は、入部当時11歳と幼少であった。このため、藩政を担当したのは叔父に当たる中村一栄と、家康から一忠の後見役として執政家老の命をうけ派遣された横田村詮であった。村詮は、幼少の一忠のもとで手腕を発揮し、吉川広家によって着手されていた米子城築城を完成させるとともに、城下町の整備・建設を行い、米子の発展の礎を築いた。藩政確立に尽力した村詮であったが、一忠の側近である安井清一郎・天野宗杷らと対立するようになった。
慶長8年（1603年）11月14日、安井・天野らに唆された一忠は村詮を殺害した。村詮の子の主馬助や、村詮の客分であった柳生宗章らは憤激して飯山に立て篭もったが、一忠は隣国出雲の堀尾吉晴の助勢を得て鎮圧した。事件の報告をうけた徳川家康は、自らが派遣した横田村詮の殺害に激怒、首謀者である安井・天野の行いを幕府への反逆とみなし、吟味も無く即刻切腹に処した。城主一忠は品川宿止め（謹慎）に収め、お構いなしとした（横田騒動、あるいは米子騒動）。

### 廃藩

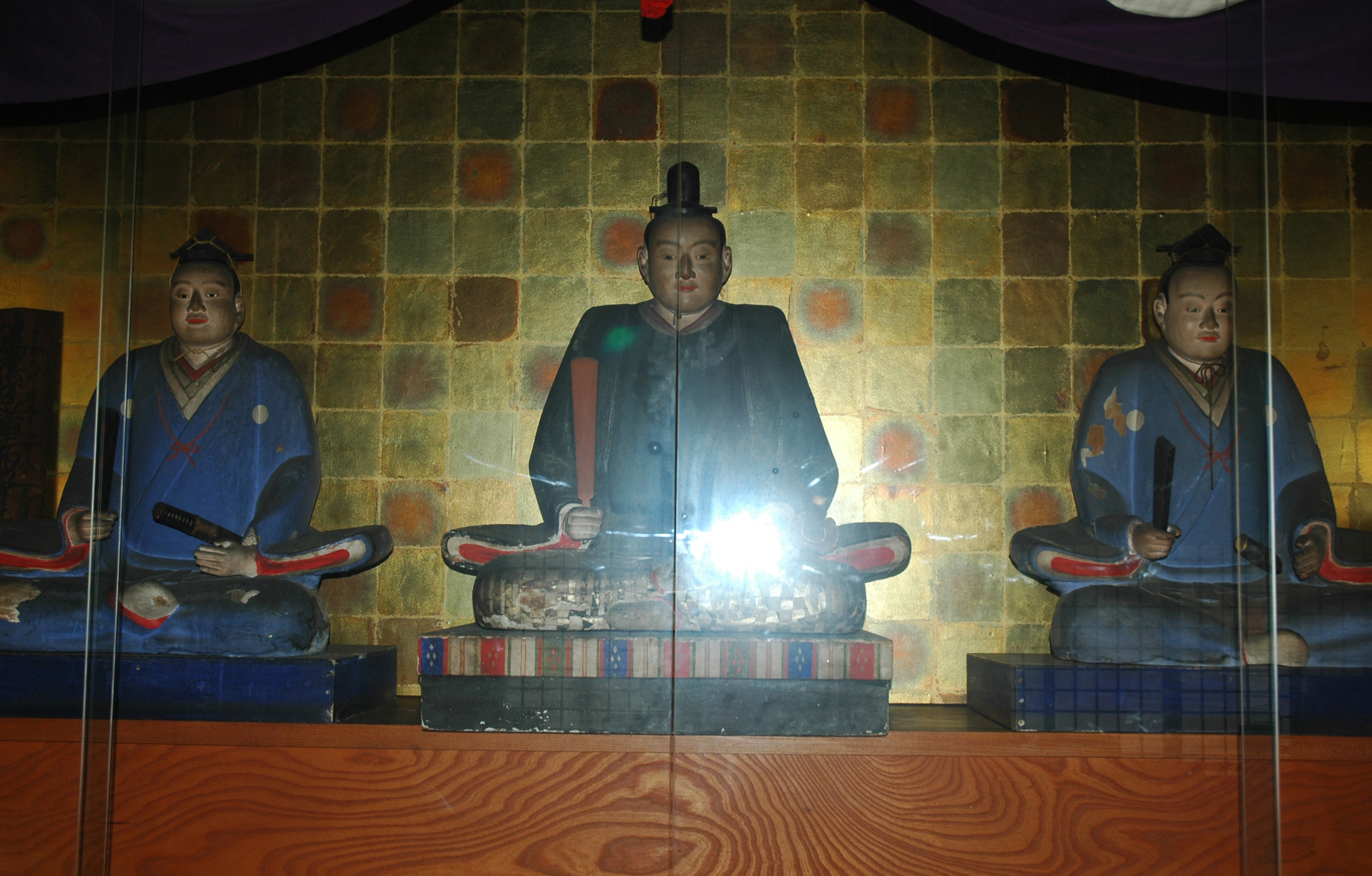
中村一忠と、殉死者の木像（感應寺）

慶長14年（1609年）5月11日、一忠は20歳で急死した。一忠には3人の子供がいたが、領国の継承は認められず、中村氏は改易となった。
翌慶長15年（1610年）7月19日、美濃黒野藩主・加藤貞泰が2万石の加増を受け、6万石で米子に入部する。貞泰は大坂の陣において軍功を挙げたことから、元和3年（1617年）に伊予大洲藩に移され、米子藩は廃藩となった。

### その後
加藤氏移封後の旧領は元和3年（1617年）、播磨から因伯両国に入った池田光政の領地となった。光政は伯耆の拠点である米子城に筆頭家老の池田由之（3万2000石）を入れた。由之のあとは池田由成が継いだ。
寛永9年（1632年）、国替えによって因伯両国に入った池田光仲は、着座家筆頭の荒尾成利を米子城に入れた。その城下は荒尾氏の自分手政治にまかせ、幕末まで続くこととなる。

## 歴代藩主

### 中村家
外様。17万5000石。
1. 一忠

### 加藤家
外様。6万石。
1. 貞泰